# Jürgen Schult (Fußballspieler)
Jürgen Schult (* 20. August 1939 in Düsseldorf) ist ein ehemaliger deutscher Fußballspieler, der in der Saison 1966/67 18 Bundesligaspiele für Fortuna Düsseldorf bestritt und fünf Tore erzielte, darunter auch das erste Bundesligator in der Vereinsgeschichte.

## Laufbahn

### Viktoria Köln, 1961 bis 1964
Aus der Verbandsliga Niederrhein, vom Düsseldorfer SC 99, führte Jürgen Schult der Weg zur Runde 1961/62 zum SC Viktoria Köln in die Oberliga West. Trainer Hennes Weisweiler brachte den Neuzugang aus dem Amateurbereich sogleich im ersten Spiel der Serie 1961/62 zum Einsatz. Am 6. August 1961 debütierte Schult auf Halblinks bei der 0:3-Auswärtsniederlage gegen ETB Schwarz-Weiss Essen an der Seite von Gero Bisanz und Carl-Heinz Rühl in der Oberliga West. Die Viktoria kam auf den 10. Rang und der Mann aus Düsseldorf bestritt 20 Spiele mit zehn Toren. Am 8. Oktober 1961 wurde der Weisweiler-Schützling in die Juniorennationalmannschaft U 23 berufen. Die DFB-Elf besiegte in Gelsenkirchen Polen mit 5:0 Toren. Mit dem Angriff Rühl, Hüls, Klaus Matischak, Schult und Willibert Kremer erzielte die Mannschaft von Trainer Weisweiler zwar im letzten Jahr der Oberliga, 1962/63, die meisten Tore im Westen – Torverhältnis von 81:69 –, zu einem Spitzenplatz oder gar zur Nominierung in die neue Fußball-Bundesliga reichte es aber nicht. Viktoria landete auf dem achten Rang und Schult hatte 26 Spiele mit 14 Toren absolviert. Am letzten Oberligaspieltag, den 11. Mai 1963, Viktoria gewann mit 3:2 Toren bei Rot-Weiß Oberhausen, erzielte er seinen 24 Treffer in der Oberliga.
Als Viktoria in der Runde 1963/64 den vergeblichen Versuch des Aufstiegs aus der Regionalliga West in die Bundesliga unternahm – es reichte lediglich zum fünften Platz –, bildete Schult mit Willibert Kremer den linken Flügel und absolvierte 38 Spiele mit 18 Toren. Er nahm zur Runde 1964/65 das Angebot von Fortuna Düsseldorf an und wechselte in seine Heimatstadt zurück.

### Fortuna Düsseldorf, 1964 bis 1967
Es folgten mit Fortuna zwei weitere Runden in der Regionalliga West. 1965 belegte die Mannschaft von Trainer Kuno Klötzer hinter Borussia Mönchengladbach und Alemannia Aachen den dritten Rang und 1966 wurde die Meisterschaft im Westen gefeiert. In der Aufstiegsrunde bestritt Schult zwei Spiele mit zwei Toren und Düsseldorf setzte sich knapp gegen den punktgleichen FK Pirmasens durch und stieg in die Bundesliga auf. Die Angriffsbesetzung des Meisters und Aufsteigers setzte sich zumeist mit den Spielern Hilmar Hoffer, Reinhold Straus, Peter Meyer, Schult und Waldemar Gerhardt zusammen.
In die Bundesligarunde 1966/67 startete Düsseldorf mit einem 2:1-Auswärtssieg bei Borussia Dortmund und Schult erzielte dabei in der 63. Minute die 1:0-Führung. Als 17. stieg Fortuna Düsseldorf ab und Jürgen Schult hatte 18 Spiele mit fünf Toren bestritten. Insgesamt kam er für die Fortuna in 62 Spielen zum Einsatz, in denen er 27 Tore schoss. Jürgen Schult unterschrieb beim VfR Mannheim und wechselte zur Runde 1967/68 in die Regionalliga Süd.

### VfR Mannheim, 1967 bis 1970
Die Mannheimer Rasensportler belegten mit Trainer Oswald Pfau, Torjäger Franz Schäffner (27 Tore) und dem Neuzugang Schult in der Runde 1967/68 in der Regionalliga Süd den sechsten Rang. In den zwei nächsten Runden ging es aber in der Tabelle abwärts, 1969 landete der VfR auf Rang 14. und 1970 auf dem 15. Platz. Schult bestritt insgesamt von 1967 bis 1970 für Mannheim 81 Spiele mit 15 Toren in der Regionalliga Süd. Der 31-Jährige blieb auch nach seiner aktiven Laufbahn in seiner Wahlheimat Mannheim.

### Erfolge
- Düsseldorfer SC 99
  - Aufstieg in die Verbandsliga: 1958/59[3]
- Fortuna Düsseldorf
  - Meister der Regionalliga West: 1965/66
  - Aufstieg in die Bundesliga: 1965/66